# Stlpulimuhkl
Stlpulimuhkl (Lower Cowlitz), jedna od četiri skupine Cowlitz Indijanaca, porodica salishan, iz jugozapadnog Washingtona. Etnička populacija iznosi oko 200 (1990 M. Kinkade), ali više nitko od njih ne govori materinskim jezikom.
Za razliku od Lower Cowlitza, Upper Cowlitz su poznati kao Taidnapam i govore šahaptinskim jezikom.